# Strauss Glacier
Strauss Glacier är en glaciär i Antarktis. Den ligger i Västantarktis. Inget land gör anspråk på området. Strauss Glacier ligger 1 507 meter över havet.
Terrängen runt Strauss Glacier är huvudsakligen platt. Strauss Glacier ligger uppe på en höjd. Trakten är obefolkad. Det finns inga samhällen i närheten.